# Börnchen (Bergisch Gladbach)
Börnchen ist ein Ortsteil im Stadtteil Katterbach in Bergisch Gladbach.

## Geschichte
Börnchen liegt im Waldgebiet von Katterbach. Die Benennung erfolgte  nach der gleichnamigen Gewannenbezeichnung im Urkataster. In der Mundart sagte man dazu „Büngen“. Beide Namen verweisen auf einen fließenden Quellbrunnen oder Born (siehe Gewässernamen auf -born). Die erste Bebauung des Gewanns erfolgte zwischen 1830 und 1890.
Der Ort ist auf der Preußischen Uraufnahme von 1840 als Börngen als Teil der Bürgermeisterei Gladbach, Gemeinde Paffrath verzeichnet. Ab der Preußischen Neuaufnahme von 1892 ist er auf Messtischblättern regelmäßig als Börngen, später Börnchen verzeichnet. 
| Jahr | Einwohner | Wohn- gebäude | Kategorie    |
| ---- | --------- | ------------- | ------------ |
| 1845 | 6         | 1             | Ackergütchen |
| 1885 | 7         | 1             | Wohnplatz    |
| 1895 | 7         | 1             | Wohnplatz    |
| 1905 | 3         | 1             | Wohnplatz    |